# Le Nom des gens
Pour plus de détails, voir Fiche technique et Distribution.
Le Nom des gens est une comédie romantique française réalisée par Michel Leclerc, sortie en 2010.
Le film est présenté pour la première fois en séance spéciale dans la sélection de la Semaine de la critique lors du 63e Festival de Cannes le 13 mai 2010. Après des projections dans plusieurs autres festivals, il sort dans les salles françaises, belges et suisses le 24 novembre de la même année.

## Synopsis
Bahia Benmahmoud est une pasionaria des temps modernes. Adepte du mode de vie baba cool, elle fait l’amour plutôt que la guerre et couche avec les hommes de droite qu'elle croise pour les faire changer d'opinion, se définissant elle-même comme une « pute politique ». Cette méthode porte ses fruits jusqu'au jour où elle rencontre Arthur Martin, qu'elle classe immédiatement comme un fasciste potentiel en raison de son discours sur le principe de précaution et la grippe aviaire, qu'elle qualifie de paranoïaque, mais aussi de son homonymie avec un fabricant d’appareils électroménagers. Elle réalise néanmoins son manque de discernement (Arthur est socialiste et grand fan de Lionel Jospin) et se rend compte progressivement qu'elle est attirée par lui.

## Fiche technique
Sauf indication contraire, les informations mentionnées dans cette section peuvent être confirmées par les bases de données cinématographiques IMDb, Allociné et Unifrance,  présentes dans la section « Liens externes ».
- Titre original : Le Nom des gens
- Réalisateur : Michel Leclerc
- Scénario : Baya Kasmi et Michel Leclerc
- Musique : Jérôme Bensoussan et David Euverte
- Photographie : Vincent Mathias
- Montage : Nathalie Hubert
- Décors : Jean-Marc Tran Tan Ba
- Costumes : Mélanie Gautier
- Production : Caroline Adrian, Antoine Rein, Fabrice Goldstein
  - Production exécutive : Franck Celton et Véronique Hallot
- Sociétés de production : Delante Films et Karé Productions (Antoine Rein et Fabrice Goldstein), en coproduction avec TF1 Droits Audiovisuels, avec le soutien de Canal+, TPS Cinéma, région Île-de-France, en association avec Uni Étoile et Sofica Valor 7
- Société de distribution : UGC
- Pays de production :  France
- Langues originales : partiellement français et partiellement arabe
- Format : couleur (partiellement en noir et blanc) - 1,85:1 - 35 mm - son Dolby Digital
- Genre : comédie romantique
- Durée : 100 minutes
- Dates de sortie : 
  - France : 13 mai 2010 (Festival de Cannes) ; Modèle:Dat- (Festival Paris Cinéma) ; 6 novembre 2010 (Arras Film Festival) ; 24 novembre 2010 (sortie nationale)
  - Belgique : octobre 2010 (Festival international du film francophone de Namur) ; 24 novembre 2010 (sortie nationale)
  - Suisse : 24 novembre 2010 (Suisse romande)

## Distribution
Sauf indication contraire, les informations mentionnées dans cette section peuvent être confirmées par les bases de données cinématographiques IMDb et Allociné,  présentes dans la section « Liens externes ».
- Sara Forestier : Bahia Benmahmoud
- Jacques Gamblin : Arthur Martin

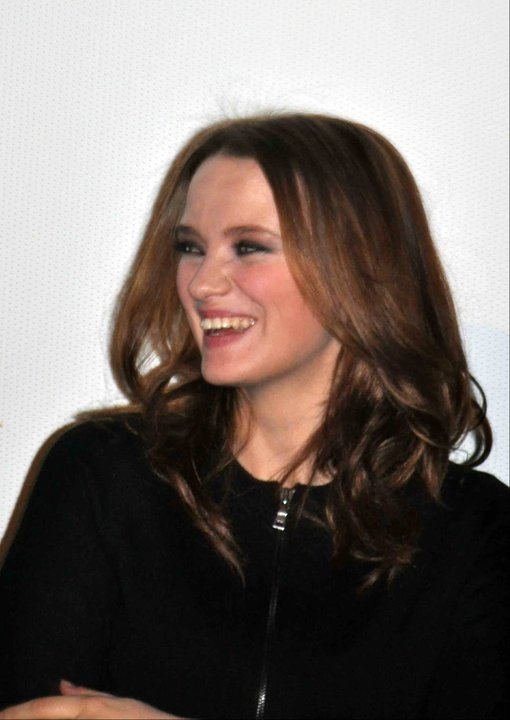
L'actrice principale Sara Forestier, lors d'une avant-première du film.

- Zinedine Soualem : Mohamed Benmahmoud, le père de Bahia
- Jacques Boudet : Lucien Martin, le père d'Arthur
- Carole Franck : Cécile Benmahmoud, la mère de Bahia
- Michèle Moretti : Annette Martin, la mère d'Arthur
- Julia Vaidis-Bogard : Annette à 30 ans
- Adrien Stoclet : Arthur Martin adolescent
- Laura Genovino : Bahia à 10 ans
- Camille Gigot : Arthur Martin enfant
- Zakariya Gouram : Hassan Hassini, le communautariste musulman
- Nabil Massad : Nassim
- Cyrille Andrieu-Lacu : le grand-père maternel d’Arthur, taxi
- Christina Palma de Figueiredo : la grand-mère maternelle d’Arthur
- Rose Marit : Annette à 7 ans
- Nanou Garcia : la fonctionnaire de l'état-civil
- Lionel Jospin : lui-même
- Alain Bedouet : lui-même
- Antoine Michel : le photographe
- Lydie Muller : la prof
- Maxime Roger : l’assesseur
- Karim Leklou : un ami lors du débat télé

## Lieux de tournage
- Mémorial de la Shoah (4e arrondissement de Paris)
- Bagnolet (Seine-Saint-Denis)
- Station de métro Kléber (16e arrondissement de Paris)[1]
- Saint-Valery-en-Caux (scène de la plage)[2]

Le générique mentionne une équipe de tournage en Algérie, peut-être à Beni Saf, ou dans les vignes voisines, d'Aïn Temouchent[réf. nécessaire].

## Commentaires

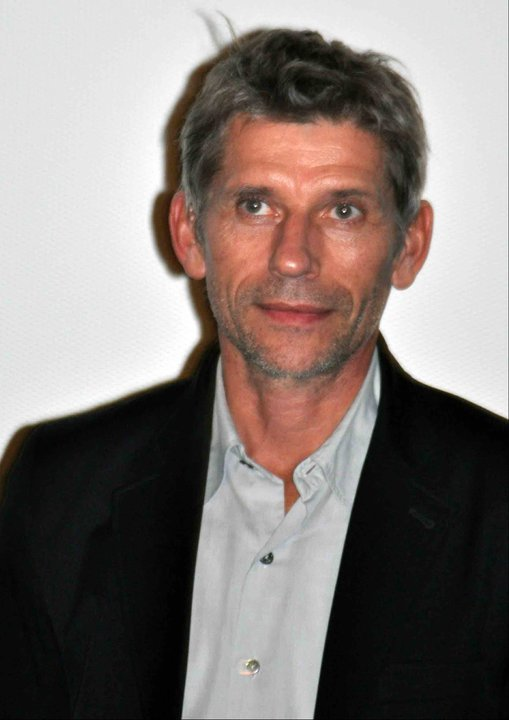
L'acteur principal Jacques Gamblin, lors d'une avant-première du film.

Le film a été tourné en grande partie à Bagnolet, où vit la coscénariste Baya Kasmi. Le réalisateur explique que « 80 % du film a été tourné à Bagnolet. Cette ville, où beaucoup de populations différentes cohabitent, collait parfaitement à l’histoire et au propos du film, qui parle des obsessions françaises, de l’identité ». En effet, Bahia est très fière de ses origines algériennes alors qu'Arthur cache à tous que sa mère était juive et que ses grands-parents sont morts dans les camps.
Le tournage a eu lieu entre mi-septembre et mi-novembre 2009 dans tous les quartiers (le Plateau, la Dalle, les cités des Malassis et Pablo-Neruda, la clinique Floréal, le Parc-des-Guilands). De nombreuses scènes montrent l’Hôtel de Ville et sa place, le café le Bal perdu, le Franprix, le marché. Le réalisateur s'en explique ainsi : « J’aime beaucoup cette place, très XIXe siècle, alors que Bagnolet a des architectures hétéroclites, très cinématographiques ». La scène de mariage est quant à elle jouée dans le 4e arrondissement de Paris.
Dans une courte apparition dans son propre rôle, l'ancien Premier ministre Lionel Jospin déclare : « Un jospiniste aujourd'hui, c'est aussi rare qu'un canard mandarin dans l'île de Ré ».
L’auteur des peintures exécutées à l'âge adulte par le personnage de Mohamed Benhmamoud - père de Bahia dans le film - est Dib Kasmi, le père de Baya Kasmi, la coscénariste du film. « Il est d’ailleurs proche du personnage du père de Sara-Bahia dans le film et il peint. Et comme le père dans le film, il n’a jamais montré ses tableaux. Zinedine Soualem, qui joue donc son rôle, a travaillé avec lui pour imiter sa gestuelle ».
Le réalisateur de film d'animation Serge Élissalde est l'auteur des dessins exécutés par le personnage du père de Bahia lorsqu'il est enfant en Algérie.

## Accueil critique
Le film est très bien reçu dans l'ensemble par la critique journalistique. La dimension sociale et politique est le point qui suscite de la réserve chez certains critiques.

## Distinctions

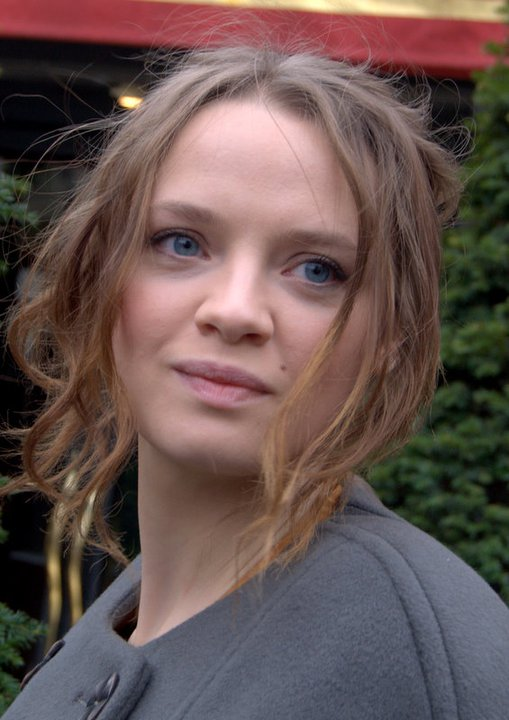
L'actrice principale Sara Forestier au déjeuner des nommés des César 2011.

Sauf indication contraire, les informations mentionnées dans cette section peuvent être confirmées par les bases de données cinématographiques IMDb et Allociné,  présentes dans la section « Liens externes ».

### Récompenses
- Grand prix du meilleur scénariste 2008 : Grand Prix pour Baya Kasmi et Michel Leclerc[8] - Ce prix est bien antérieur au tournage et à la sortie du film. Il a par ailleurs donné lieu à une mise en ondes du scénario original, sous la forme d'une lecture commentée par les auteurs, diffusée par France Culture le 15 mai 2011[9].
- Festival du film romantique de Cabourg 2010 : Prix du public
- Festival du film francophone d'Angoulême 2010 : Valois de la mise en scène et Valois du public
- César 2011 :
  - Meilleur scénario original pour Baya Kasmi et Michel Leclerc
  - Meilleure actrice pour Sara Forestier
- Étoile d'or 2011 : premier rôle féminin français pour Sara Forestier

### Nominations
- César 2011 :  meilleur film et meilleur acteur pour Jacques Gamblin
- Globe de cristal 2011 : meilleur film et meilleure actrice pour Sara Forestier